# Ireki Ateak
Ireki Ateak (que en castellano significa «Abriendo las puertas») es el título de un álbum que publicó Fermin Muguruza en colaboración con el grupo de hardcore Dut. El álbum fue editado por la discográfica independiente Esan Ozenki a finales de 1997.
La colaboración entre el músico de Irún y el grupo de Fuenterrabía, surgió cuando desde el sello chileno Alerce, propusieron a Fermin realizar una canción para un disco de tributo a Víctor Jara. Fermin eligió «El derecho de vivir en paz». En julio de 1997 ya había grabado una versión que le pasó a Dut, junto con más material escrito, para que fuesen trabajando sobre ella. Viendo el resultado, decidieron seguir grabando en los Estudios Laguna, propiedad de Xabi Pery. En el proceso, contaron con la colaboración de Mikel Laboa y de los miembros de Todos Tus Muertos. El resultado fue Ireki Ateak.

## Lista de canciones
1. «Ibili» («Andar»)
2. «Bidasoa fundamentalista»
3. «Nik baditut sei» («Yo tengo seis»)
4. «Gazteluak» («Castillos»)
5. «Lepo moztua» («La cuello cortado»)
6. «Aizkorak zorroztu» («Afilar las hachas»)
7. «Ezti potoa» («Tarro de miel»)
8. «Pentsamendu bakarra» («Pensamiento único»)
9. «Lucrezia»
10. «Esnatu Lurra, esnatu» («Despierta Tierra, despierta»)
11. «El derecho de vivir en paz»

Todas las canciones son de Fermin Muguruza eta Dut, excepto «El derecho de vivir en paz», que es una versión de Víctor Jara.

## Personal
- Fermin Muguruza: voz principal.
- Xabi Strubell: guitarra, voz.
- Joseba Ponce: bajo, voz.
- Galder Izagirre: batería, txalaparta, voz.

### Músicos adicionales
- Mikel Laboa: voz en «Gazteluak».
- Amilcar «Lumumba»: voz en «Lepo moztua».
- Fidel Nadal: voz en «Lepo moztua».
- Pablo «Dronkit Master»: voz en «Lepo moztua».
- Félix Gutiérrez: voz en «Lepo moztua».
- Hubert Césarion: sampler en «Lucrezia»

## Personal técnico
- Xabi Pery: técnico de sonido, mezclas y masterización.
- Joseba Ponce: diseño.
- Ana Saintemarie: traducciones al francés.
- Toni Strubell: traducciones al inglés.